# Leninskoe (Oblast' autonoma ebraica)
Leninskoe è una località dell'Oblast' autonoma ebraica, capoluogo del Leninskij rajon.